# Tuấn Quang
Tuấn Quang là một diễn viên kịch, đạo diễn - diễn viên truyền hình, anh được biết đến với sự xuất hiện dày đặc qua nhiều phim truyền hình thời gian cuối những năm 90 và trong thập niên 2000: Cảnh sát hình sự, Lời thề Hypôgrat, Vệt nắng cuối trời.

## Đời tư
Tuấn Quang tên thật là Phạm Tuấn Quang, sinh ngày 30 tháng 11 năm 1973, là con trai lớn trong một gia đình có hai anh em trai; bố anh và một số người thân làm công an và mẹ là cán bộ. Anh kết hôn năm 1997 và có hai cô con gái.

## Sự nghiệp
Tốt nghiệp trung học phổ thông năm 1990, Tuấn Quang có ý định thi vào Đại học An ninh nhân dân nhưng có người bạn rủ đi thi Trung cấp nghệ thuật thuộc Cao đẳng nghệ thuật Hà Nội, anh đã đồng ý thi và may mắn đỗ. Thời gian học ở trường, anh được một số đạo diễn mời đi làm phim với những vai quần chúng để lấy kinh nghiệm. Rồi gặp dịp Trung tâm sản xuất phim truyền hình Việt Nam (VFC) mới thành lập, anh đã được đạo diễn Khải Hưng chọn đóng phim “Điệp khúc tình yêu”. Từ đây, Tuấn Quang đã liên tiếp tham gia nhiều phim của các đạo diễn VFC. Hầu như VFC làm được 10 phim thì đến 8 phim là có vai của Tuấn Quang.
Năm 1993, anh học xong Trung cấp nghệ thuật và đầu quân về Nhà hát Kịch Hà Nội. Vai diễn công an đầu tiên của Tuấn Quang là một vai trong “Chuyện làng Nhô” của đạo diễn Đặng Nhật Bảo, tiếp sau đó là trong các phim “Cảnh sát hình sự” như “Cổ cồn trắng”, “Cô gái đến từ Băng Cốc”, “Lãnh địa đen”, “Thế giới không có đàn bà”... và “Mạnh hơn công lý”.
Tính cả điện ảnh, phim truyền hình cũng như trên sân khấu anh đã đóng khoảng 300 tập phim, vở kịch; trong đó có khoảng 50 bộ phim truyền hình. Riêng loạt phim “Cảnh sát hình sự” anh đã xuất hiện trong hơn 60 tập phim. Với vẻ ngoài hiền lành, trong suốt sự nghiệp của mình anh thường được giao cho những vai chính diện, lương thiên; chỉ riêng trong hai bộ phim truyền hình “Lời thề Hypôgrat” và “Vượt qua thử thách”, anh được giao cho những vai phản diện, phạm tội.
Sau này anh chuyển sang làm Đạo diễn với một số sitcom như "Hai trái tim vàng", "Cửa sổ thủy tinh", Bộ tứ 10A8”, “Những phóng viên vui nhộn” và đặc biệt "Gia đình là số 1" là bộ sitcom thứ 4 của Tuấn Quang và cũng là bộ sitcom đầu tiên của Đài Truyền hình Hà Nội. Ngoài các bộ sitcom, anh còn tham gia sản xuất chương trình cho Đài Truyền hình Việt Nam như Vì bạn xứng đáng, Hạnh phúc là gì, Hoa nắng Vùng cao (VTV5)..

## Các tác phẩm

### Kịch nói
| Năm  | Tác phẩm                       | Kịch bản          | Ghi chú                      |
| ---- | ------------------------------ | ----------------- | ---------------------------- |
| 1993 | Hà nội đêm trở gió             | Chu Lai           |                              |
| 1994 | Ăn mày dĩ vãng                 | Chu Lai           |                              |
| 1999 | Tôi và Chúng ta                | Lưu Quang Vũ      |                              |
| 1999 | Thầy khoá làng tôi / Trạng Lợn | Hoài Giao         |                              |
| 1999 | Ám ảnh xanh                    | Chu Lai           |                              |
| 2002 | Con yêu                        | Nguyễn Thu Phương |                              |
| 2004 | Lời nguyền kẻ mơ               | Nguyễn Khắc Phục  |                              |
| 2011 | Người đàn bà không tên         | Doãn Hoàng Giang  | Michell Avallon (nguyên tác) |

### Chương trình truyền hình
| Năm       | Tựa đề                                    | Kênh sản xuất | Vai diễn / Vai trò                  | Ghi chú                               |
| --------- | ----------------------------------------- | ------------- | ----------------------------------- | ------------------------------------- |
| 1994      | Điệp khúc tình yêu                        | VTV1          | (Vai diễn đầu tiên)                 | Điện ảnh truyền hình                  |
| 1996      | Tình mãi còn xanh                         | VTV3          |                                     | Điện ảnh truyền hình                  |
| 1996      | Phiên tòa tình yêu                        | VTV3          |                                     | Điện ảnh truyền hình                  |
| 1997      | Giọt nước mắt giữa hai thế kỷ             | Hà Nội        | Quang                               | Phim ngắn tập                         |
| 1997      | Điều không nhận thấy                      | VTV3          | Phan                                | Điện ảnh truyền hình                  |
| 1998      | Lời hẹn ngày ra trận                      | VTV3          | Hùng                                | Điện ảnh truyền hình                  |
| 1998      | Sau những sai lầm                         | Hà Nội        | Cường                               | Điện ảnh truyền hình                  |
| 1998      | Những lời gian dối                        | Hà Nội        |                                     | Điện ảnh truyền hình                  |
| 1998      | Của để dành                               | VTV3          | Bạn Tiến                            | Phim ngắn tập                         |
| 1998      | Chuyện làng Nhô                           | VTV3          | Công an viên (Vai Công an đầu tiên) | Phim ngắn tập                         |
| 1998      | Áp thấp nhiệt đới                         | VTV3          | Quang Anh                           | Phim ngắn tập                         |
| 1998      | Mây mưa mau tạnh                          | VTV3          | Hoàng Tạo                           | Điện ảnh truyền hình                  |
| 1999-2005 | Cảnh sát hình sự                          | VTV3          |                                     | Phim dài tập / tham gia khoảng 8 phần |
| 1999      | Câu hát tìm nhau                          | Hà Nội        |                                     | Điện ảnh truyền hình                  |
| 1999      | Ranh giới mong manh                       | VTV3          |                                     | Điện ảnh truyền hình                  |
| 1999      | Biên cương thường ngày                    | VTV1          | Thái                                | Điện ảnh truyền hình                  |
| 2000      | Giếng làng                                | VTV3          | Nền                                 | Điện ảnh truyền hình                  |
| 2000      | Hương bánh Khảo                           | VTV1          | Kim                                 | Phim ngắn tập                         |
| 2001      | Lời thề Hypôgrat                          | Hà Nội        | Bác sĩ Hải                          | Phim ngắn tập                         |
| 2001      | Hết sức bình tĩnh                         | VTV3          | Quang                               | Điện ảnh truyền hình                  |
| 2001      | Dòng đời                                  | VTV           |                                     | Điện ảnh truyền hình                  |
| 2001      | Nhịp sống                                 | VTV3          | Kiên                                | Điện ảnh truyền hình                  |
| 2002      | Không chỉ là màu đen                      | VTV3          |                                     | Phim ngắn tập                         |
| 2002      | Cảnh sát hình sự Cổ cồn trắng             | VTV3          | Trung úy Quang                      | Phim ngắn tập                         |
| 2003      | Ngọt ngào trong cay đắng                  | Hà Nội        |                                     | Điện ảnh truyền hình                  |
| 2003      | Xôn xao cửa Thiền                         | Hà Nội        |                                     | Điện ảnh truyền hình                  |
| 2003      | Người Làng                                | Hà Nội        | Huy                                 | Điện ảnh truyền hình                  |
| 2003      | Thức tỉnh                                 | VTV3          |                                     | Điện ảnh truyền hình                  |
| 2003      | Ranh giới                                 | VTV3          | Dương                               | Điện ảnh truyền hình                  |
| 2003      | Những người bạn cũ                        | VTV3          | Nghiêm                              | Điện ảnh truyền hình                  |
| 2003      | Cảnh sát hình sự Cổ cồn trắng 2           | VTV3          | Trung úy Quang                      | Phim dài tập                          |
| 2004      | Cảnh sát hình sự Cô gái đến từ Bangkok    | VTV3          | Cường                               | Phim dài tập                          |
| 2004      | Cảnh sát hình sự Thế giới không có đàn bà | VTV3          | Việt nhà báo                        | Phim dài tập                          |
| 2004      | Mạnh hơn công lý                          | Hà Nội        | Thiếu tá Lâm                        | Phim dài tập                          |
| 2004      | Người mất ngủ                             | VTV3          | Hưng                                | Điện ảnh truyền                       |
| 2004      | Những giấc mơ dài                         | VTV3          | Đại                                 | Phim ngắn tập                         |
| 2005      | Cảnh sát hình sự Lãnh địa đen             | VTV1          | Trọng công an ngầm                  | Phim dài tập                          |
| 2005      | Vượt qua thử thách                        | VTV3          | Du                                  | Phim dài tập                          |
| 2006      | Cảnh sát hình sự Lời sám hối muộn màng    | VTV1          | Anh Đàn                             | Phim dài tập                          |
| 2006      | Sami, em ở đâu                            | VTV3          |                                     | Điện ảnh truyền hình                  |
| 2006      | Cho em một ngày vui                       | VTV3          | Huy                                 | Điện ảnh truyền hình                  |
| 2008      | Nhà có nhiều cửa sổ                       | VTV1          | Lộc                                 | Phim dài tập                          |
| 2008      | Nếp nhà                                   | VTV3          | Toàn                                | Phim ngắn tập                         |
| 2008      | Con đường hạnh phúc                       | Let’s Viet    | Duy                                 | Phim dài tập                          |
| 2009      | Tìm lại chính mình                        | VTV1          |                                     | Phim dài tập                          |
| 2009      | Bộ tứ 10A8                                | VTV3          | Đạo diễn                            | Sitcom                                |
| 2010      | Vệt nắng cuối trời                        | VTV3          | Chí Giang                           | Phim dài tập                          |
| 2011      | Xin thề, anh nói thật                     | VTV1          |                                     | Phim dài tập                          |
| 2011      | Những phóng viên vui nhộn                 | VTV3          | Đạo diễn                            | Sitcom                                |
| 2012      | Cửa sổ thủy tinh                          | VTV3          | Đạo diễn                            | Sitcom                                |
| 2013      | Gia đình là số 1                          | Hà Nội        | Đạo diễn                            | Sitcom                                |
| 2013      | Làng ma - 10 năm sau                      | VTV1          | Thành                               | Phim dài tập                          |
| ????      | Nhiệm vụ bất đắc dĩ                       | Hà Nội        |                                     | Điện ảnh truyền hình                  |
| ????      | Biển khát                                 | Hà Nội        | Vĩnh                                | Điện ảnh truyền hình                  |

### Đạo diễn
| Năm   | Tựa đề                    | Kênh sản xuất | Chú th              |
| ----- | ------------------------- | ------------- | ------------------- |
| 2011  | Những phóng viên vui nhộn | VTV3          |                     |
| 2012  | Cửa sổ thủy tinh          | VTV3          |                     |
| 2013- | Gia đình là số 1          | Hà Nội        |                     |
| 2013- | Vì bạn xứng đáng          | VTV3          | Gameshow            |
| 2014  | Hai trái tim vàng         | VTV3          | sitcom              |
| 2019- | Hạnh phúc là gì           | VTV3          | Truyền hình thực tế |
| 2021- | Hoa nắng Vùng cao         | VTV5          | Truyền hình thực tế |

### Video
| Năm  | Video             | Dạng       | Vai trò   | Cùng tham gia                        |
| ---- | ----------------- | ---------- | --------- | ------------------------------------ |
| 1999 | Quảng cáo xe Zace | Quảng cáo  | Diễn viên | Hoàng Hải, Phạm Cường, Sỹ Tiến       |
| 2014 | Nỗi Nhớ Vô Hình   | MV ca nhạc | Đạo diễn  | Ca sĩ: Bùi Anh Tuấn, Phùng Tiến Minh |

### Phim điện ảnh
- 1997 - Hà Nội mùa đông năm 46
- 2024 - Trò đời 2 (phim chiếu mạng)